# Rudine (Čajetina)
Pour les articles homonymes, voir Rudine et Rudina.
Rudine (en serbe cyrillique : Рудине) est un village de Serbie situé dans la municipalité de Čajetina, district de Zlatibor. Au recensement de 2011, il comptait 144 habitants.
Rudine est situé a proximitié de la route européenne E761.

## Démographie

### Évolution historique de la population
| 1948 | 1953 | 1961 | 1971 | 1981 | 1991 | 2002 | 2011 |
| ---- | ---- | ---- | ---- | ---- | ---- | ---- | ---- |
| 492  | 471  | 456  | 363  | 276  | 191  | 159  | 144  |

|  |